# Halowe Mistrzostwa Europy w Lekkoatletyce 1972
III Halowe Mistrzostwa Europy odbyły się 11–12 marca 1972 w Grenoble w hali Palais des Sports.

## Wyniki zawodów

### Mężczyźni

#### Konkurencje biegowe
| konkurencja                           | złoto                                                                                | złoto   | srebro                                                                                | srebro  | brąz                                                                                       | brąz    |
| ------------------------------------- | ------------------------------------------------------------------------------------ | ------- | ------------------------------------------------------------------------------------- | ------- | ------------------------------------------------------------------------------------------ | ------- |
| Bieg na 50 m (szczegóły)              | Wałerij Borzow · ZSRR                                                                | 5,75 WR | Aleksandr Kornieluk · ZSRR                                                            | 5,81    | Wasilis Papajeorgopulos · Grecja                                                           | 5,82    |
| Bieg na 400 m (szczegóły)             | Georg Nückles · RFN                                                                  | 47,24   | Ulrich Reich · RFN                                                                    | 47,42   | Wolfgang Müller · NRD                                                                      | 47,42   |
| Bieg na 800 m (szczegóły)             | Jozef Plachý · Czechosłowacja                                                        | 1:48,84 | Iwan Iwanow · ZSRR                                                                    | 1:49,05 | Francis Gonzalez · Francja                                                                 | 1:49,17 |
| Bieg na 1500 m (szczegóły)            | Jacky Boxberger · Francja                                                            | 3:45,66 | Spilios Zacharopulos · Grecja                                                         | 3:46,08 | Jürgen May · RFN                                                                           | 3:46,62 |
| Bieg na 3000 m (szczegóły)            | Juris Grustiņš · ZSRR                                                                | 8:02,85 | Jurij Aleksaszin · ZSRR                                                               | 8:03,20 | Ulrich Brugger · RFN                                                                       | 8:05,07 |
| Bieg na 50 m przez płotki (szczegóły) | Guy Drut · Francja                                                                   | 6,51 WR | Manfred Schumann · RFN                                                                | 6,58    | Anatolij Mosziaszwili · ZSRR                                                               | 6,59    |
| Sztafeta 4 × 2 okrążenia (szczegóły)  | Polska · Jan Werner · Waldemar Korycki · Jan Balachowski · Andrzej Badeński          | 2:46,4  | RFN · Peter Bernreuther · Rolf Krüsmann · Georg Nückles · Ulrich Reich                | 2:46,9  | Francja · Patrick Salvador · André Paoli · Michel Dach · Gilles Bertould                   | 2:50,2  |
| Sztafeta 4 × 4 okrążenia (szczegóły)  | RFN · Thomas Wessinghage · Harald Norpoth · Paul-Heinz Wellmann · Franz-Josef Kemper | 6:26,4  | ZSRR · Aleksiej Taranow · Walentin Taratynow · Iwan Iwanow · Stanisław Mieszczerskich | 6:27,0  | Polska · Zenon Szordykowski · Krzysztof Linkowski · Stanisław Waśkiewicz · Andrzej Kupczyk | 6:27,6  |

#### Konkurencje techniczne
| konkurencja                | złoto                    | złoto    | srebro                    | srebro | brąz                             | brąz  |
| -------------------------- | ------------------------ | -------- | ------------------------- | ------ | -------------------------------- | ----- |
| Skok wzwyż (szczegóły)     | István Major · Węgry     | 2,24 CR  | Kęstutis Šapka · ZSRR     | 2,22   | Jüri Tarmak · ZSRR               | 2,22  |
| Skok o tyczce (szczegóły)  | Wolfgang Nordwig · NRD   | 5,40     | Hans Lagerqvist · Szwecja | 5,40   | Antti Kalliomäki · Finlandia     | 5,30  |
| Skok w dal (szczegóły)     | Max Klauß · NRD          | 8,02     | Hans Baumgartner · RFN    | 7,99   | Jaroslav Brož · Czechosłowacja   | 7,88  |
| Trójskok (szczegóły)       | Wiktor Saniejew · ZSRR   | 16,97 WR | Carol Corbu · Rumunia     | 16,89  | Wałentyn Szewczenko · ZSRR       | 16,73 |
| Pchnięcie kulą (szczegóły) | Hartmut Briesenick · NRD | 20,67 CR | Władysław Komar · Polska  | 20,32  | Jaroslav Brabec · Czechosłowacja | 19,94 |

### Kobiety

#### Konkurencje biegowe
| konkurencja                           | złoto                                                                               | złoto      | srebro                                                                                  | srebro  | brąz                                                                            | brąz    |
| ------------------------------------- | ----------------------------------------------------------------------------------- | ---------- | --------------------------------------------------------------------------------------- | ------- | ------------------------------------------------------------------------------- | ------- |
| Bieg na 50 m (szczegóły)              | Renate Stecher · NRD                                                                | 6,25 WR    | Annegret Richter · RFN                                                                  | 6,28    | Sylviane Telliez · Francja                                                      | 6,31    |
| Bieg na 400 m (szczegóły)             | Christel Frese · RFN                                                                | 53,36      | Inge Bödding · RFN                                                                      | 54,60   | Erika Weinstein · RFN                                                           | 54,73   |
| Bieg na 800 m (szczegóły)             | Gunhild Hoffmeister · NRD                                                           | 2:04,83 CR | Ileana Silai · Rumunia                                                                  | 2:05,17 | Swetła Złatewa · Bułgaria                                                       | 2:06,6  |
| Bieg na 1500 m (szczegóły)            | Tamara Panhełowa · ZSRR                                                             | 4:14,62 WR | Ludmiła Bragina · ZSRR                                                                  | 4:18,35 | Wasiłena Amzina · Bułgaria                                                      | 4:18,84 |
| Bieg na 50 m przez płotki (szczegóły) | Annelie Ehrhardt · NRD                                                              | 6,85 WR    | Teresa Sukniewicz · Polska                                                              | 6,94    | Grażyna Rabsztyn · Polska                                                       | 7,05    |
| Sztafeta 4 × 1 okrążenie (szczegóły)  | RFN · Elfgard Schittenhelm · Christine Tackenberg · Annegret Kroniger · Rita Wilden | 1:24,1     | Francja · Michèle Beugnet · Christiane Marlet · Claudine Meire · Nicole Pani            | 1:27,6  | Austria · Christa Kepplinger · Maria Sykora · Carmen Mähr · Monika Holzschuster | 1:29,5  |
| Sztafeta 4 × 2 okrążenia (szczegóły)  | RFN · Rita Wilden · Erika Weinstein · Christel Frese · Inge Bödding                 | 3:10,4     | ZSRR · Natalja Czistiakowa · Ludmyła Aksionowa · Lubow Zawjałowa · Nadieżda Kolesnikowa | 3:11,2  | Francja · Madeleine Thomas · Bernadette Martin · Nicole Duclos · Colette Besson | 3:11,3  |

#### Konkurencje techniczne
| konkurencja                | złoto                   | złoto   | srebro                    | srebro | brąz                               | brąz  |
| -------------------------- | ----------------------- | ------- | ------------------------- | ------ | ---------------------------------- | ----- |
| Skok wzwyż (szczegóły)     | Rita Schmidt · NRD      | 1,90 WR | Rita Gildemeister · NRD   | 1,84   | Jordanka Błagoewa · Bułgaria       | 1,84  |
| Skok w dal (szczegóły)     | Brigitte Roesen · RFN   | 6,58    | Meta Antenen · Szwajcaria | 6,42   | Jarmila Nygrýnová · Czechosłowacja | 6,39  |
| Pchnięcie kulą (szczegóły) | Nadieżda Cziżowa · ZSRR | 19,41   | Antonina Iwanowa · ZSRR   | 18,54  | Marianne Adam · NRD                | 18,30 |

## Klasyfikacja medalowa
| Miejsce | Państwo        | Złoto | Srebro | Brąz | Razem |
| ------- | -------------- | ----- | ------ | ---- | ----- |
| 1.      | NRD            | 7     | 1      | 2    | 10    |
| 2.      | RFN            | 6     | 6      | 3    | 15    |
| 3.      | ZSRR           | 5     | 8      | 3    | 16    |
| 4.      | Francja        | 2     | 1      | 4    | 7     |
| 5.      | Polska         | 1     | 2      | 2    | 5     |
| 6.      | Czechosłowacja | 1     | 0      | 3    | 4     |
| 7.      | Węgry          | 1     | 0      | 0    | 1     |
| 8.      | Rumunia        | 0     | 2      | 0    | 2     |
| 9.      | Grecja         | 0     | 1      | 1    | 2     |
| 10.     | Szwecja        | 0     | 1      | 0    | 1     |
| 10.     | Szwajcaria     | 0     | 1      | 0    | 1     |
| 12.     | Bułgaria       | 0     | 0      | 3    | 3     |
| 13.     | Austria        | 0     | 0      | 1    | 1     |
| 13.     | Finlandia      | 0     | 0      | 1    | 1     |
| Razem   | Razem          | 23    | 23     | 23   | 69    |

## Objaśnienia skrótów
WR – rekord świata
CR – rekord mistrzostw Europy